# La corsa della regina rossa
La corsa della regina rossa (The Red Queen's Race) è un racconto di fantascienza di Isaac Asimov pubblicato per la prima volta nel 1949 sul numero di gennaio della rivista Astounding Science Fiction.
Successivamente è stato incluso in varie antologie, tra cui Asimov Story (The Early Asimov) del 1972.
È stato pubblicato varie volte in italiano a partire dal 1973.
Il finale del racconto fa riferimento alla corsa della Regina Rossa del romanzo Attraverso lo specchio di Lewis Carroll. La storia contiene anche dei riferimenti alla psicostoria di Asimov.

## Trama
La storia viene raccontata da un agente di un non meglio specificato dipartimento di investigazioni. All'agente viene affidata un'indagine su un impianto nucleare che è stato completamente prosciugato della sua energia, mentre viene trovato morto un professore di fisica nucleare, Elmer Tywood.
Dalle indagini con gli studenti e I colleghi di università di Tywood emerge che questi aveva sviluppato un modo di far viaggiare gli oggetti a ritroso nel tempo attraverso una traslazione micro temporale e con questo sistema intendeva migliorare il mondo dando alla società della Grecia ellenistica un'approfondita conoscenza della chimica.
Gli agenti investigativi e il loro capo si rendono conto a poco a poco che i cambi introdotti nella storia potrebbero, attraverso l'effetto farfalla, arrivare a provocare la cancellazione dell'esistenza della specie umana.
Lo sviluppo dell'indagine conduce alla fine a un certo Mycroft James Boulder, professore assistente di filosofia, il quale era stato contattato da Tywood per tradurre un testo di chimica in greco antico dell'Attica. 
Boulder dichiara che aveva compreso cosa Tywood avesse in mente, e tradotto solo il minimo che coincideva con i resoconti storici, pertanto la loro attuale società è già il risultato dell'arrivo del libro nell'antichità.
Senza una soluzione precisa, agli investigatori non resta che archiviare il caso.